# O-Acetylserin
Die chemische Verbindung O-Acetylserin (OAS) ist eine natürlich vorkommende, nicht proteinogene Aminosäure. Sie spielt in Bakterien und Pflanzen als Ausgangssubstanz für die Synthese von Cystein sowie als Sensor für die Verfügbarkeit reduzierten Schwefels eine Rolle.

## Biochemie
Die Synthese von O-Acetylserin wird von Serinacetyltransferasen katalysiert, wobei L-Serin mit Acetyl-Coenzym A als Cofaktor an der Hydroxygruppe acetyliert wird. Durch O-Acetylserin(thiol)lyasen werden O-Acetylserin und Schwefelwasserstoff unter Abspaltung von Acetat zu Cystein umgesetzt.

## Signalcharakter
Bei Schwefelmangel akkumuliert das nicht weiter zu Cystein umgesetzte O-Acetylserin und kann in Pflanzen dann als Signalsubstanz für ebendiesen Schwefelmangel dienen. In der Folge wird die Expression von Genen der Schwefelassimilation gesteigert. Insbesondere reguliert O-Acetylserin auch seine eigene Bildung, da es zur Dissoziation des aus Serinacetyltransferase und O-Acetylserin(thiol)lyase gebildeten Cystein-Synthase-Komplex führt. Da Serinacetyltransferasen nur in diesem Komplex aktiv sind, wird hierdurch die Synthese von O-Acetylserin gebremst.